# Elektrownia jądrowa Stendal
Elektrownia jądrowa Stendal (niem. Kernkraftwerk Stendal) – nigdy nie ukończona niemiecka elektrownia jądrowa z planowanymi czterema reaktorami wodno-ciśnieniowymi, położona na terenie wsi Niedergörne niedaleko miasta Arneburg i Stendal, w kraju związkowym Saksonia-Anhalt. Miała być największą elektrownią jądrową Niemieckiej Republiki Demokratycznej.

## Dane techniczne
| Blok               | Typ           | Rozpoczęcie budowy | Włączenie do sieci | Rozpoczęcie działalności komercyjnej | Wyłączenie z eksploatacji           | Moc elektryczna netto | Moc elektryczna brutto | Źródło |
| ------------------ | ------------- | ------------------ | ------------------ | ------------------------------------ | ----------------------------------- | --------------------- | ---------------------- | ------ |
| Blok A (Stendal-1) | WWER-1000/230 | 1 grudnia 1982     | -                  | -                                    | budowa wstrzymana 1 marca 1991      | 900 MW                | 970 MW                 | [ 1 ]  |
| Blok B (Stendal-2) | WWER-1000/230 | 1 grudnia 1984     | -                  | -                                    | budowa wstrzymana 1 marca 1991      | 900 MW                | 970 MW                 | [ 1 ]  |
| Blok C (Stendal-3) | WWER-1000/230 | -                  | -                  | -                                    | plany budowy anulowane 1 marca 1991 | 950 MW                | 1000 MW                |        |
| Blok D (Stendal-4) | WWER-1000/230 | -                  | -                  | -                                    | plany budowy anulowane 1 marca 1991 | 950 MW                | 1000 MW                |        |